# Neurobasis anderssoni
Neurobasis anderssoni – gatunek ważki z rodziny świteziankowatych (Calopterygidae). Występuje w Chinach; stwierdzony w prowincjach Fujian, Syczuan i Zhejiang oraz w regionie autonomicznym Kuangsi. Nie był obserwowany od kilku dekad i możliwe, że wymarł (stan w 2019).